# 高田町 (岐阜県)
高田町（たかだちょう）は、かつて岐阜県養老郡に存在した町である。
現在の養老郡養老町の一部であり、養老町の中心地（現在の地名では、高田、烏江、押越など）を形成する。

## 歴史
- 江戸時代末期、この地域は美濃国多芸郡であった。
- 1889年（明治22年）7月1日 - 島田村が町制施行。同時に高田町に改称する。
- 1897年（明治30年）4月1日[1] - 郡制に基づき多芸郡の一部と上石津郡が合併し、養老郡となる。
- 1897年（明治30年）4月1日 - 烏江村と養老村の一部（旧･押越村）と合併し、改めて高田町が発足。
- 1954年（昭和29年）11月3日 - 養老村、広幡村、上多度村、池辺村、笠郷村、小畑村、多芸村、日吉村、合原村の一部と合併し養老町が発足。同日高田町廃止。

## 小字
- 大字高田
  - 町、町南、北浦、城前、蓮寺、足原、高村内、古宮、芹田、栗下、才勝、蛇田、本郷、池下、竹橋、蒲原、初花、沢畑、大野、北大野、楽地、武佐田、墳崎、二間割、松ノ木、道仙、中、起、治郎三、井口北、乗越、御所馬場、多口、縄内、川原毛、楽野、堅長、元町、元屋敷町裏、井溜、島下、丑墳、五郎右起
- 大字押越
  - 神明、村内、村西、村前、北川原、中島、馬場、村東、小牧、道階戸、流、除上、除下、南川原、八中
- 大字鳥江
  - 江西、江南、江東

## 交通機関
- 近畿日本鉄道養老線
  - 美濃高田駅、烏江駅

## 学校
- 高田町立高田小学校（1967年に養老町立養老小学校に統合）
- 高田中学校（現・養老町立高田中学校）
- 学校組合立高田高等学校